# Phyllanthus tenuirhachis
Phyllanthus tenuirhachis är en emblikaväxtart som beskrevs av Johannes Jacobus Smith. Phyllanthus tenuirhachis ingår i släktet Phyllanthus och familjen emblikaväxter. Inga underarter finns listade i Catalogue of Life.